# Abbie Wood
Abbie Louise Wood (* 2. März 1999 in Buxton) ist eine britische Schwimmerin. Bei Weltmeisterschaften erschwamm sie bis März 2024 eine Silbermedaille. Bei Europameisterschaften erkämpfte sie zweimal Gold und einmal Silber auf der 50-Meter-Bahn sowie zweimal Gold auf der 25-Meter-Bahn. Außerdem war die Engländerin zweimal Zweite und dreimal Dritte bei den Commonwealth Games.

## Karriere

### Die Jahre bis 2019
Abbie Wood wurde bei den Junioreneuropameisterschaften 2014 Fünfte über 200 Meter Brust. Im Jahr darauf fanden die Junioreneuropameisterschaften 2015 im Rahmen der Europaspiele in Baku statt. Abbie Wood siegte über 400 Meter Lagen mit über zwei Sekunden Vorsprung vor der Italienerin Ilaria Cusinato. Über 200 Meter Lagen siegte die Deutsche Maxine Wolters vor Cusinato und Wood. 2016 wurde Wood noch einmal Dritte über 400 Meter Lagen. Bei den Kurzbahnweltmeisterschaften 2016 in Windsor verfehlte Wood als Vorlaufneunte über 400 Meter Lagen den Finaleinzug um 0,28 Sekunden.
2017 bei den Weltmeisterschaften in Budapest wurde sie über 400 Meter Lagen 20. der Vorläufe. Zum Halbfinale fehlten ihr über zehn Sekunden. Im April 2018 bei den Commonwealth Games in Gold Coast siegten mit Siobhan-Marie O’Connor über 200 Meter und mit Aimee Willmott über 400 Meter Lagen auf beiden Lagenstrecken Engländerinnen. Abbie Wood belegte den siebten Platz über 200 Meter Lagen und den sechsten Platz über 400 Meter Lagen. Vier Monate später bei den Europameisterschaften in Glasgow trat Wood über beide Lagenstrecken im Vorlauf an. Sie wurde Vorlaufneunte über 200 Meter und Vorlaufzehnte über 400 Meter, war aber jeweils nicht unter den beiden besten Britinnen, so dass sie nicht in die nächste Runde vorrücken durfte. 2019 nahm Abbie Wood als Studentin der Loughborough University an der Universiade in Neapel teil. Sie wurde Fünfte über 400 Meter Lagen, Sechste über 200 Meter Lagen und Vierte über 400 Meter Freistil.

### 2021
Wegen der COVID-19-Pandemie wurden die für 2020 geplanten internationalen Meisterschaften nach 2021 verschoben. Bei den Europameisterschaften in Budapest im Mai 2021 gewann die 4-mal-100-Meter-Freistilstaffel mit Lucy Hope, Anna Hopkin, Abbie Wood und Freya Anderson den Titel mit zwölf Hundertstelsekunden Vorsprung vor den Niederländerinnen. Evelyn Davis und Emma Russell schwammen im Vorlauf und erhielten ebenfalls Gold. Über 200 Meter Brust erreichte Wood den fünften Platz. Über 200 Meter Lagen siegte die Israelin Anastasia Gorbenko, die vier Hundertstel vor Abbie Wood anschlug, 0,09 Sekunden hinter Wood wurde die Ungarin Katinka Hosszú Dritte. Die 4-mal-200-Meter-Mixed-Freistilstaffel mit Calum Jarvis, Joe Litchfield, Lucy Hope und Abbie Wood schwamm die schnellste Vorlaufzeit, im Finale gewannen Tom Dean, James Guy, Lucy Hope und Freya Anderson. Jarvis, Litchfield und Abbie Wood erhielten eine Goldmedaille für ihren Einsatz im Vorlauf.
Zwei Monate nach den Europameisterschaften wurden in Tokio die olympischen Schwimmwettbewerbe ausgetragen. In der 4-mal-100-Meter-Freistilstaffel erreichten Anna Hopkin, Abbie Wood, Lucy Hope und Freya Anderson den fünften Platz und lagen damit knapp hinter den Niederländerinnen, aber über eine Sekunde hinter den Medaillenrängen. Über 200 Meter Lagen schwamm Wood die zweitbeste Zeit im Halbfinale. Im Endlauf wurde sie Vierte mit 0,11 Sekunden Rückstand auf die Drittplatzierte Kate Douglass aus den Vereinigten Staaten. Auch über 200 Meter Brust erreichte Abbie Wood das Finale und belegte dann den siebten Platz.

### Die Jahre ab 2022
Im Juni 2022 bei den Weltmeisterschaften in Budapest belegte die 4-mal-100-Meter-Freistilstaffel mit Anna Hopkin, Abbie Wood, Lucy Hope und Freya Anderson den fünften Platz. Über 200 Meter Lagen schied Wood als Zwölfte des Halbfinales aus. Über 200 Meter Brust erreichte sie den Endlauf und wurde Achte. Von Ende Juli bis Anfang August wurden in Birmingham die Commonwealth Games 2022 ausgetragen. Die englische 4-mal-100-Meter-Freistilstaffel mit Anna Hopkin, Abbie Wood, Isabella Hindley und Freya Anderson erreichte den zweiten Platz sechs Sekunden hinter den Australierinnen, aber eine halbe Sekunde vor den Kanadierinnen. Die englische 4-mal-200-Meter-Freistilstaffel mit Freya Colbert, Tamryn Van Selm, Abbie Wood und Freya Anderson erschwamm Bronze hinter den Australierinnen und den Kanadierinnen. Über 200 Meter Lagen erschwamm Wood die Bronzemedaille. In den Mixed-Staffeln gewann Wood für ihre Vorlaufeinsätze Silber in der Mixed-Freistilstaffel und Bronze in der Mixed-Lagenstaffel. Ende 2022 bei den Kurzbahnweltmeisterschaften in Melbourne erreichte Wood den sechsten Platz über 200 Meter Lagen und den achten Rang über 200 Meter Brust. Mit der 4-mal-100-Meter-Freistilstaffel wurde sie Siebte und mit der 4-mal-50-Meter-Freistilstaffel schwamm sie auf den sechsten Platz. Nur über 400 Meter Lagen verfehlte Wood den Finaleinzug als Vorlaufneunte um 0,42 Sekunden.
2023 bei den Weltmeisterschaften in Fukuoka schwamm die britische 4-mal-100-Meter-Freistilstaffel mit Anna Hopkin, Lucy Hope, Abbie Wood und Freya Anderson auf den vierten Platz und hatte anderthalb Sekunden Rückstand auf die drittplatzierten Chinesinnen. Auch die 4-mal-200-Meter-Freistilstaffel mit Freya Colbert, Lucy Hope, Abbie Wood und Freya Anderson erreichte das Ziel als Vierte, hier betrug der Rückstand über zwei Sekunden auf die drittplatzierten Chinesinnen. Über 200 Meter Freistil schied Wood als 18. der Vorläufe aus. Im Dezember 2023 bei den Kurzbahneuropameisterschaften in Otopeni siegte Wood über 400 Meter Lagen vor Freya Colbert. Über 200 Meter Lagen gewann Wood mit einer Sekunde Vorsprung vor der Französin Charlotte Bonnet, die Österreicherin Lena Kreundl gewann Bronze vor der zweiten Britin Katie Shanahan.
Im Februar 2024 bei den Weltmeisterschaften in Doha belegte Abbie Wood den sechsten Platz über 200 Meter Lagen mit über zwei Sekunden Rückstand auf die Medaillenränge. Die 4-mal-200-Meter-Freistilstaffel mit Freya Colbert, Abbie Wood, Lucy Hope und Medi Harris schwamm die sechstschnellste Vorlaufzeit. Im Finale war die Staffel in gleicher Besetzung über sieben Sekunden schneller als im Vorlauf und gewann die Silbermedaille hinter den Chinesinnen. Fünf Monate später bei den Olympischen Spielen in Paris schwamm die 4-mal-200-Meter-Freistilstaffel mit Freya Colbert, Abbie Wood, Freya Anderson und Lucy Hope auf den fünften Platz. Über 200 Meter Lagen wurde Wood ebenfalls Fünfte, wobei sie über eine Sekunde Rückstand auf die Viertplatzierte hatte.